# كاثرين ساتكليف
كاثرين ساتكليف (بالإنجليزية: Katherine Sutcliffe)‏ (20 سبتمبر 1952، تكساس في الولايات المتحدة)؛ روائية أمريكية.

## روابط خارجية
- كاثرين ساتكليف على موقع IMDb (الإنجليزية)